# 涟源站
涟源站（原站名蓝田站），位于中华人民共和国湖南省娄底市涟源市，是沪昆铁路上的火车站，建于1939年，由广州铁路集团娄底车务段管辖。

## 車站周邊
- 中国邮政储蓄银行涟源火车站邮政
- 中国邮政储蓄银行双江支行
- 蓝天办事处民主街卫生室
- 光明街社区医务室
- 涟源市妇幼保健院
- 民主学校
- 育才实验学校
- 涟源市工商行政管理局
- 中国农业银行荷叶分理处

## 歷史
- 建于1939年。